# Götgatan
Götgatan est une rue du quartier  de Södermalm à Stockholm en Suède.

## Situation
Götgatan est une rue du centre de Stockholm qui s'étend de Hornsgatan et du musée municipal de Stockholm au sud jusqu'à Skanstull et Skanstullsbron sur une longueur d'environ 1,6 kilomètres.
La rue traverse l´ile de part en part, depuis le pont de Johanneshovsbron au sud, jusqu´à Slussen au nord, qui la relie à Gamla Stan.
À son extrémité nord, derrière le musée municipal de Stockholm, elle rejoint la place Södermalm à Slussen, puis s'étend plein sud jusqu'à l'ancien poste de péage de Skanstull et le haut pont Skanstullsbron menant à la Globen.
Götgatan longe la Medborgarplatsen et l'un des premiers gratte-ciel de Stockholm, appelé Skatteskrapan (le Grattoir des Impôts), car il abritait jusqu'à récemment le fisc suédois.
Götgatan, avec Drottninggatan et Regeringsgatan, était l'une des trois voies d'entrée et de sortie de Stockholm.
Elle faisait partie de la vieille route du Göta.

## Transports en commun
La station Slussen du métro de Stockholm, à l'extrémité nord de Götgatan, est desservie par les lignes 13, 14, 17, 18 et 19.
La station Medborgarplatsen au milieu de Götgatan est desservie par les lignes 17, 18 et 19.
L'arrêt de bus Medborgarplatsen est desservi par les lignes 66, 76, 193, 194, 195, 791, 794, 796.

## Bâtiments de la rue
| Image | Nom                            | Numéro  | Type                 |
| ----- | ------------------------------ | ------- | -------------------- |
|       | Musée de la ville de Stockholm | 1       | Musée                |
|       | Götgatan 7                     | 7       | Immeuble résidentiel |
|       | Palais Louis De Geer           | 16      | Palais ambassade     |
|       | Schönborg 6                    | 20      | Logements            |
|       | Apoteket Fenix                 | 40      | Pharmacie            |
|       | Björns trädgård                | 43-49   | Manoir parc          |
|       | Nederland 20                   | 46      | Manoir               |
|       | Lillienhoffska palatset        | 48      | Palais               |
|       | Medborgarplatsen               | 48-54   | Place                |
|       | Hôtel Scandic Malmen           | 49-51   | Hôtel                |
|       | Medborgarhuset                 | 54-56   |                      |
|       | Göta Lejon                     | 55      | Cinéma               |
|       | Paulis malmgård                | 58-62   | Manoir               |
|       | Nattugglan 19                  | 58-62   | Immeuble résidentiel |
|       | Hellgrenska palatset           | 64-68   | Immeuble résidentiel |
|       | Biograf Victoria               | 65      | Cinéma               |
|       | Boulevardteatern               | 73      | Théâtre              |
|       | Skobell                        | 81      | Boutique             |
|       | Södermalmskyrkan               | 87      | Église               |
|       | Biograf Ringside               | 93      | Cinéma               |
|       | Skrapan                        | 74      | Logements commerces  |
|       | Åsö gymnasium                  | 86-88   | Lycée                |
|       | Ringen centrum                 | 100-132 | Centre commercial    |
|       | Åhléns Söder                   | 134     | Grand magasin        |

## Galerie

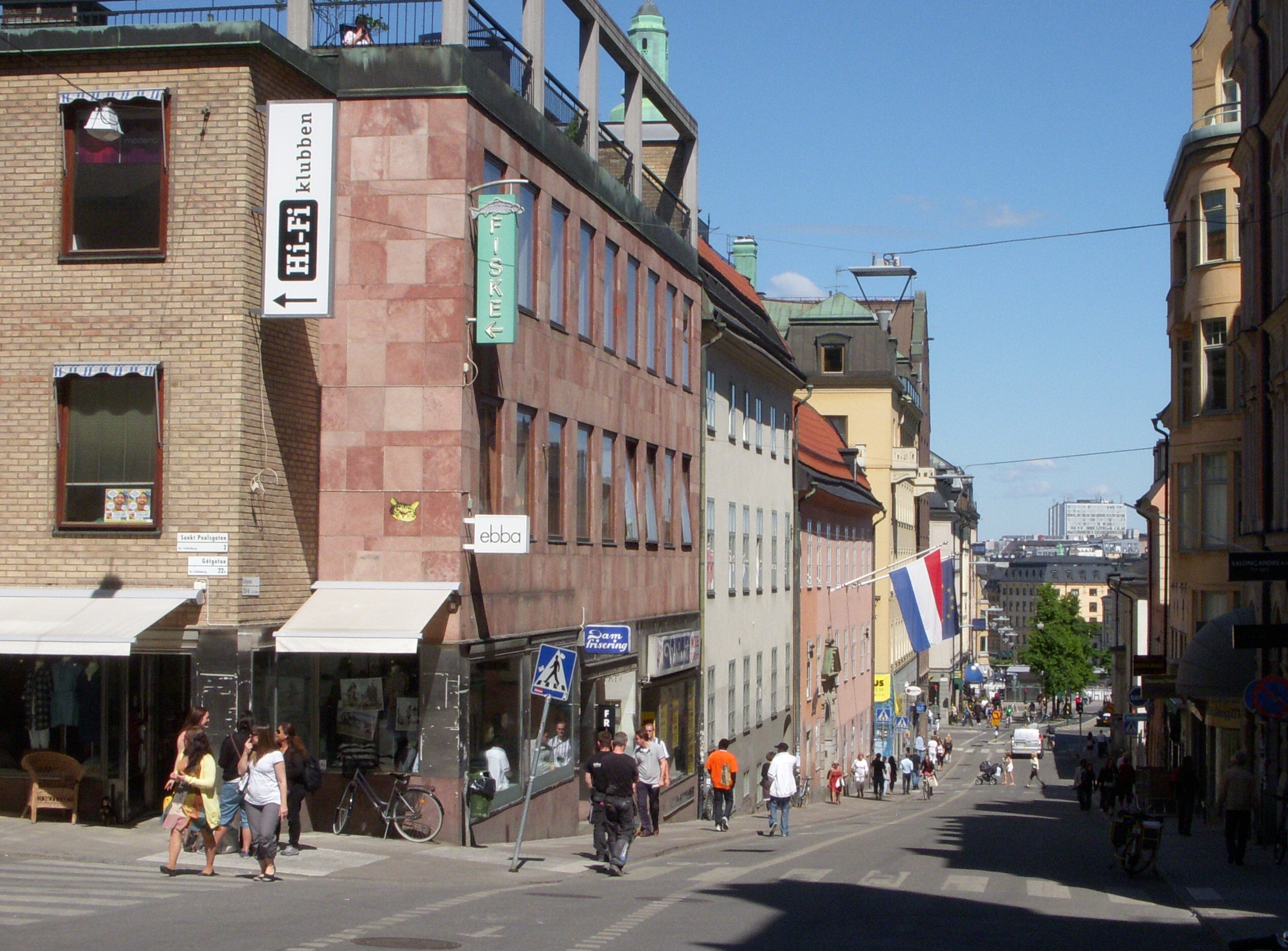
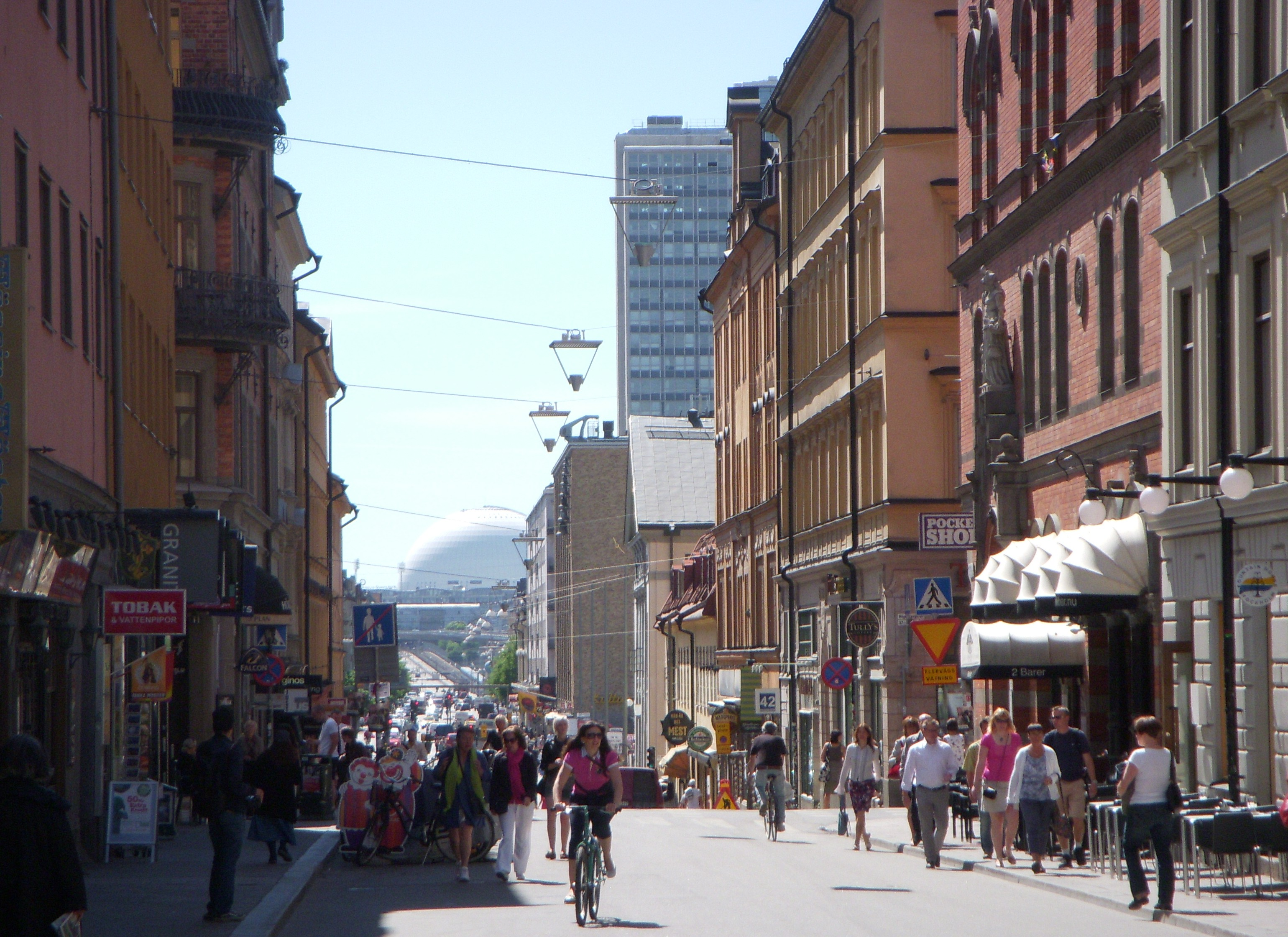
Götgatan depuis le sommet de la colline en direction du sud. Le  Skatteskrapan sur la droite et Globen au fond.
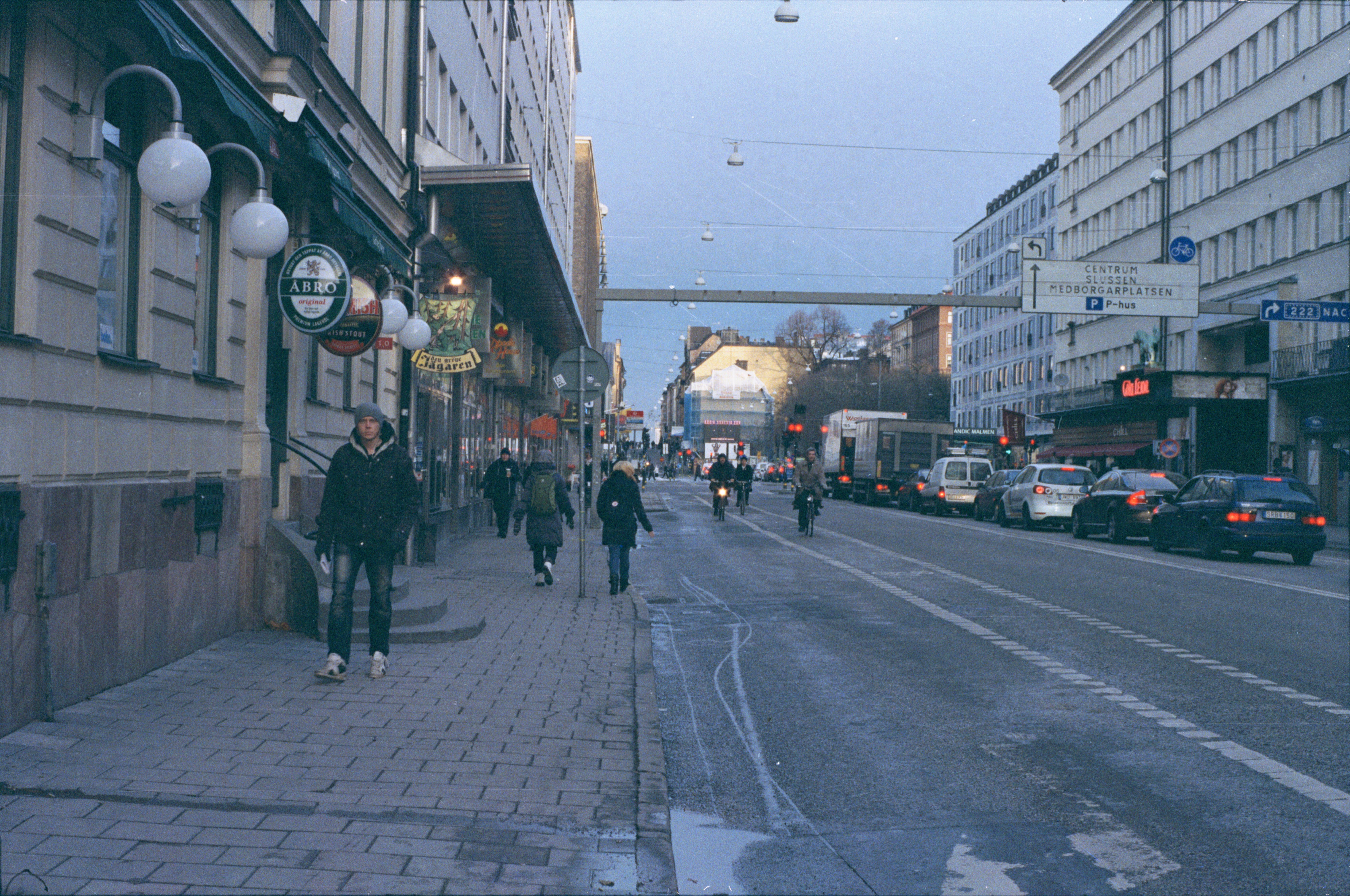